# ویلیام کلارک (کماندار)
ویلیام کلارک (انگلیسی: William Clark; ۱ مارس ۱۸۴۲ – ۲۰ اکتبر ۱۹۱۳) کماندار اهل ایالات متحده آمریکا بود.